# Peru na Letních olympijských hrách 2008
Peru se účastnilo Letních olympijských her 2008 a zastupovalo ho 13 sportovců v 10 sportech (7 mužů a 6 žen). Vlajkonošem výpravy během zahajovacího ceremoniálu byl Sixto Barrera. Nejmladším z týmu byla María Luisa Doigová, které v době konání her bylo 17 let. Nejstarším z týmu byl Marco Matellini, kterému bylo v době konání her téměř 37 let. Nikomu z výpravy se během her nepodařilo získat medaili.

## Disciplíny

### Atletika
Pro Luise Tristána byl start v Pekingu jeho olympijskou premiérou. Kvalifikační kolo ve skoku do dálky mužů se konalo 16. srpna 2008. Tristán s výkonem 7,62 m obsadil celkově 32. místo a do finále nepostoupil.
Pro Constantina Leóna byl start na hrách v Pekingu jeho olympijským debutem. Dne 24. srpna 2008 startoval v závodu mužů v maratonském běhu. Závod zaběhl v čase 2 hodiny 28 minut 4 sekundy a umístil se tak na 61. místě.
Pro maratonskou běžkyni Maríu Portillo byl start v Pekingu její druhou olympijskou účastí. V závodu konaném 17. srpna 2008 zaběhla čas 2 hodiny 35 minut 19 sekund, kterým vytvořila nový národní rekord. Celkově obsadila 39. místo.
| Sportovec        | Disciplína     | Kvalifikace | Kvalifikace | Finále            | Finále            |
| Sportovec        | Disciplína     | Vzdálenost  | Pořadí      | Vzdálenost        | Pořadí            |
| ---------------- | -------------- | ----------- | ----------- | ----------------- | ----------------- |
| Louis Tristán    | skok do dálky  | 7,62        | 32.         | nekvalifikoval se | nekvalifikoval se |
| Sportovec        | Disciplína     | Finále      | Finále      | Finále            | Finále            |
| Sportovec        | Disciplína     | Čas         | Čas         | Pořadí            | Pořadí            |
| Constantino León | maraton – muži | 2:28:04     | 2:28:04     | 61.               | 61.               |
| Sportovkyně      | Disciplína     | Finále      | Finále      | Finále            | Finále            |
| Sportovkyně      | Disciplína     | Čas         | Čas         | Pořadí            | Pořadí            |
| María Portillo   | maraton – ženy | 2:35:19 NR  | 2:35:19 NR  | 39.               | 39.               |

### Badminton
| Sportovkyně    | Disciplína     | 1/64   | 1/32                         | 1/16         | Čtvrtfinále  | Semifinále   | Finále/Bronzová medaile | Pořadí |
| Sportovkyně    | Disciplína     | Soupeř | Soupeř                       | Soupeř       | Soupeř       | Soupeř       | Soupeř                  | Pořadí |
| -------------- | -------------- | ------ | ---------------------------- | ------------ | ------------ | ------------ | ----------------------- | ------ |
| Claudia Rivero | Dvouhra – ženy | Bye    | Pi Hongyan PROHRA 6–21, 9–21 | nepostoupila | nepostoupila | nepostoupila | nepostoupila            |        |

### Jachting
| Sportovkyně       | Disciplína   | Etapa | Etapa | Etapa | Etapa | Etapa | Etapa | Etapa | Etapa | Etapa | Etapa   | Etapa           | Body | Pořadí |
| Sportovkyně       | Disciplína   | 1     | 2     | 3     | 4     | 5     | 6     | 7     | 8     | 9     | 10      | Medailový závod | Body | Pořadí |
| ----------------- | ------------ | ----- | ----- | ----- | ----- | ----- | ----- | ----- | ----- | ----- | ------- | --------------- | ---- | ------ |
| Paloma Schmidtová | Laser Radial | 9     | 26    | 27    | 28    | 14    | 26    | 22    | 12    | 28    | zrušeno | vyřazena        | 163  | 26.    |

### Judo
| Sportovec      | Disciplína      | Předkolo | 1/32                         | 1/16                           | Čtvrtfinále | Semifinále  | Opravy 1                       | Opravy 2    | Opravy 3    | Finále/Bronzová medaile | Pořadí |
| Sportovec      | Disciplína      | Soupeř   | Soupeř                       | Soupeř                         | Soupeř      | Soupeř      | Soupeř                         | Soupeř      | Soupeř      | Soupeř                  | Pořadí |
| -------------- | --------------- | -------- | ---------------------------- | ------------------------------ | ----------- | ----------- | ------------------------------ | ----------- | ----------- | ----------------------- | ------ |
| Carlos Zegarra | Muži nad 100 kg | Bye      | Sandro López VÝHRA 1001–0001 | Oscar Braison PROHRA 0000–1000 | nepostoupil | nepostoupil | Rudy Hachache PROHRA 0100–0200 | nepostoupil | nepostoupil | nepostoupil             |        |

### Plavání
| Sportovec            | Disciplína           | Rozplavba | Rozplavba | Semifinále   | Semifinále   | Finále       | Finále       |
| Sportovec            | Disciplína           | Čas       | Pořadí    | Čas          | Pořadí       | Čas          | Pořadí       |
| -------------------- | -------------------- | --------- | --------- | ------------ | ------------ | ------------ | ------------ |
| Emmanuel Crescimbeni | 200 m motýlek – muži | 2:02,13   | 43.       | nepostoupil  | nepostoupil  | nepostoupil  | nepostoupil  |
| Sportovkyně          | Disciplína           | Rozplavba | Rozplavba | Semifinále   | Semifinále   | Finále       | Finále       |
| Sportovkyně          | Disciplína           | Čas       | Pořadí    | Čas          | Pořadí       | Čas          | Pořadí       |
| Valeria Silva        | 100 m prsa – ženy    | 1:11,64   | 38.       | nepostoupila | nepostoupila | nepostoupila | nepostoupila |

### Střelba
| Sportovec       | Disciplína | Kvalifikace | Kvalifikace | Finále      | Finále      |
| Sportovec       | Disciplína | Body        | Pořadí      | Body        | Pořadí      |
| --------------- | ---------- | ----------- | ----------- | ----------- | ----------- |
| Marco Matellini | Skeet      | 95          | 40.         | nepostoupil | nepostoupil |

### Šerm
| Sportovkyně         | Disciplína    | 1/64                         | 1/32         | 1/16         | Čtvrtfinále  | Semifinále   | Finále/Bronzová medaile | Pořadí |
| Sportovkyně         | Disciplína    | Soupeř                       | Soupeř       | Soupeř       | Soupeř       | Soupeř       | Soupeř                  | Pořadí |
| ------------------- | ------------- | ---------------------------- | ------------ | ------------ | ------------ | ------------ | ----------------------- | ------ |
| María Luisa Doigová | Fleret – ženy | Katja Wächterová PROHRA 4–15 | nepostoupila | nepostoupila | nepostoupila | nepostoupila | nepostoupila            |        |

### Taekwondo
| Sportovec   | Disciplína    | 1/16                  | Čtvrtfinále             | Semifinále            | Opravy | Bronzová medaile          | Finále      | Pořadí |
| Sportovec   | Disciplína    | Soupeř                | Soupeř                  | Soupeř                | Soupeř | Soupeř                    | Soupeř      | Pořadí |
| ----------- | ------------- | --------------------- | ----------------------- | --------------------- | ------ | ------------------------- | ----------- | ------ |
| Peter López | Muži do 68 kg | Burak Hasan VÝHRA 3–1 | Isah Mohammad VÝHRA 3–0 | Mark López PROHRA 1–2 | Bye    | Servet Tazegül PROHRA 0–1 | nepostoupil | 5.     |

### Vzpírání
| Sportovkyně      | Disciplína     | Trh      | Trh    | Nadhoz   | Nadhoz | Dohromady | Pořadí |
| Sportovkyně      | Disciplína     | Výsledek | Pořadí | Výsledek | Pořadí | Dohromady | Pořadí |
| ---------------- | -------------- | -------- | ------ | -------- | ------ | --------- | ------ |
| Cristina Cornejo | Ženy nad 75 kg | 97       | 11.    | 128      | 9.     | 225       | 10.    |

### Zápas
| Sportovec     | Disciplína                        | Kvalifikace | 1/16                            | Čtvrtfinále                | Semifinále  | Oprava 1 | Oprava 2                  | Finále/Bronzová medaile | Pořadí |
| Sportovec     | Disciplína                        | Soupeř      | Soupeř                          | Soupeř                     | Soupeř      | Soupeř   | Soupeř                    | Soupeř                  | Pořadí |
| ------------- | --------------------------------- | ----------- | ------------------------------- | -------------------------- | ----------- | -------- | ------------------------- | ----------------------- | ------ |
| Sixto Barrera | Řeckořímský zápas – muži do 74 kg | Bye         | Valdemaras Venckaitis VÝHRA 3–1 | Chang Jongsiang PROHRA 1–3 | nepostoupil | Bye      | Javor Janakiev PROHRA 0–3 | nepostoupil             | 11.    |